# Губа-Хачмазский экономический район

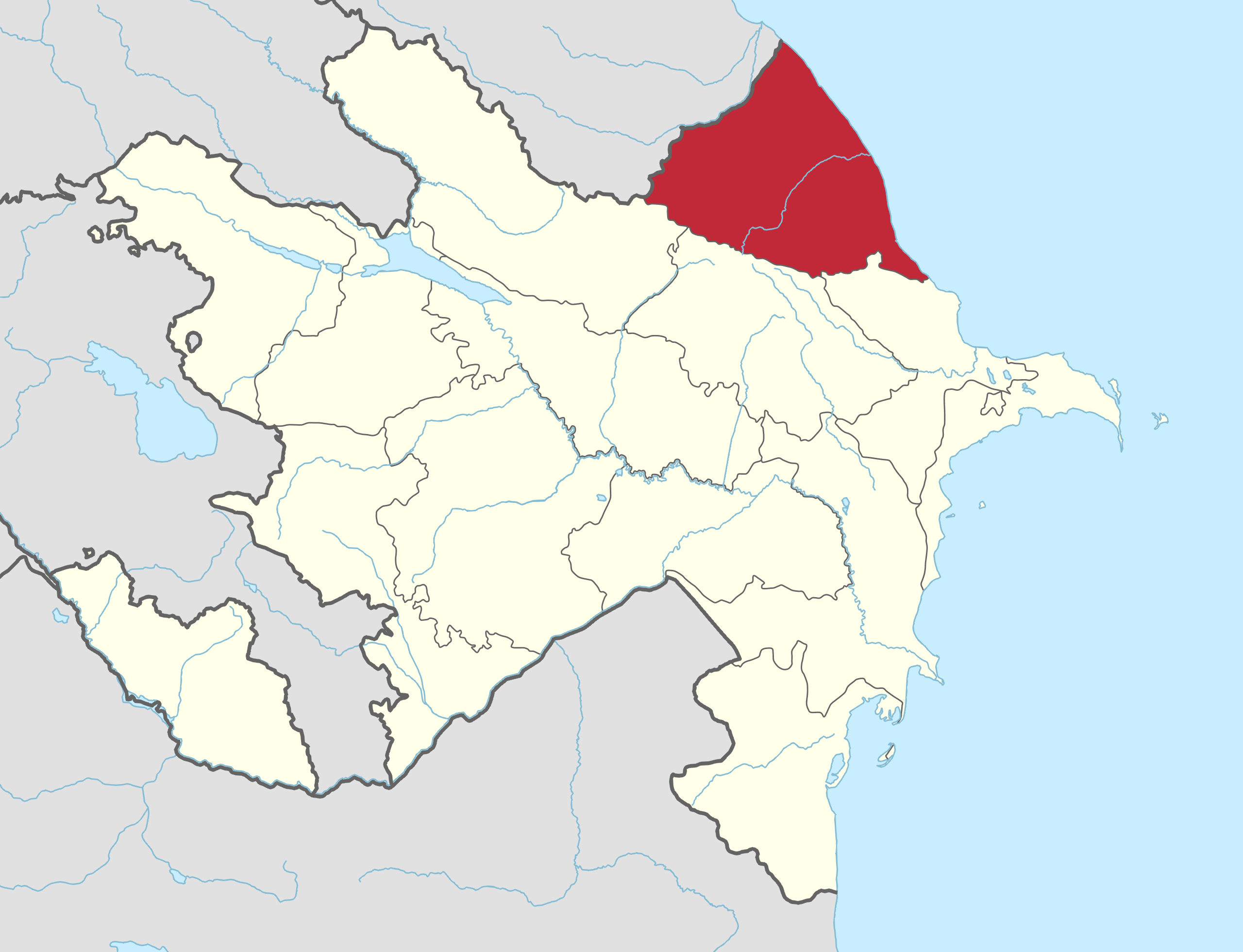
Карта Азербайджана, на которой закрашен Губа-Хачмазский экономический район

Губа-Хачмазский экономический район (азерб. Quba-Xaçmaz iqtisadi rayonu) — один из экономических районов Азербайджана.

## Общие сведения
Расположен в северо-восточной части Азербайджана. Включает  Шабранский, Хачмазский, Губинский, Гусарский и Сиазаньский административные районы. Самым развитым городом экономического района является Губа.
Большинство авторитетных источников, в основном советские, российские и западноевропейские, проводят границу Европа-Азия по Кумо-Манычской впадине и тем самым относят весь Кавказ, в том числе и Азербайджан, целиком к Азии, однако некоторые западные (в первую очередь американские) источники, полагающие границей Европа-Азия Большой Кавказ, относят территории к северу от этого хребта к Европе, при таком варианте границы Губа-Хачмазский экономический район, географически располагающийся севернее Большого Кавказа, может условно относиться к европейской части Азербайджана.
Площадь — 6960 км² (составляет 8,8 % от общей площади республики). Население — 525,7 тыс. чел. (на начало 2015 года).
В 2022 году в районе действовало 12 939 субъектов малого и среднего бизнеса, в 2023 году — 13 977.

## Географическое положение

Территория Губа-Хачмазского экономического района эквивалентна европейской территории Азербайджана (выделена тёмно-зелёным)

На севере район граничит с Дагестаном, на востоке омывается Каспийским морем, на юго-востоке граничит с Апшеронским экономическим районом, на юге с Ширваном, на юго-западе с Шеки-Закатальским экономическим районом. 
Через город Шабран проходили караваны Великого шёлкового пути.
Экономический район обладает своеобразным рельефом — густой сетью полноводных рек и обширными водными ресурсами.
10 — 11 % территории района покрыто лесами.

## Население
Общее население региона —  453,1 тыс. человек, составляет 5,6 % от населения страны. В связи с рельефно-климатическими условиями преобладающая часть населения проживает в равнинной зоне вдоль побережья Каспийского моря.

## Промышленность
Основу экономики района составляет сельское хозяйство. Район является одним из ведущих в республике (Губа, Конагкенд, Хачмаз, Гусар) по производству ковров.
Добыча: нефть, природный газ, горючие сланцы, песок, щебень, глина. 
Производство: развита лёгкая и пищевая промышленность. Основу аграрно-промышленного комплекса составляют производство фруктово-овощных консервов, ловля рыбы, ковроткачество. Отрасли тяжёлой промышленности представлены добычей нефти и газа в Сиазани, заводом электротехники в Губе, цехом по переработке отходов чёрной металлургии, кирпичными заводами в Губе, Сиазани и Хачмазе, предприятиями по производству тары.
Сельское хозяйство: производство овощей и фруктов. В Хачмазе, Шабране и Сиазани выращивают виноград, в Гусарском районе — картофель. В районе повсеместно выращивается пшеница. Мясо-молочное животноводство развито на равнинной зоне, овцеводство — в горной и предгорной зонах. В Сиазани, Шабране и Чархы созданы птицеводческие комплексы.

## Инфраструктура
Через территорию района проходят железная и автомобильная дороги, магистральные нефте-, газо- и водопроводы, линии телекоммуникаций. Через район проходят линии коммуникаций, связывающие Россию и Азербайджан. 
Через территорию района проходят 7,4% (общая протяжённость 123 км) всех железных дорог республики. 
Общая протяжённость автомобильных дорог в экономическом районе составляют 1 883 км (7,9% от общей протяженности автомобильных дорог по всей республике).

## Туризм
Район является важным курортно-санаторным регионом страны и обладает курортно-рекреационными ресурсами. В Шабранском районе функционирует санаторий на основе целебной воды источника Галаалты.